# Velký respekt
Velký respekt (v originále Veľký rešpekt) je slovenský hraný film z roku 2008, který režíroval Viktor Csudai podle vlastního scénáře. Film popisuje osudy
Snímek měl světovou premiéru na Mezinárodním filmovém festivalu v Bratislavě dne 1. prosince 2008. V ČR byl uveden v roce 2009 na filmovém festivalu Febiofest.

## Děj
S Peterem se právě rozešla jeho dívka Dana, protože si myslí, že je gay. Jeho kamarád Michal si to myslí také. Peterovi se ale líbí Michalova sestra Veronika. Peter bydlí na bratislavském sídlišti Petržalka s otcem, který je v depresi, protože ho opustila manželka. Peter s Michalem se seznámí se Zoltánem z Budapešti, kterého na nádraží okradli dva chuligáni. Peter ho nechá u sebe přespat. Zoltánovi se líbí Veronika. Veronice se ale líbí DJ Slina, se kterým se seznámí na párty. Slina je ale gay. Veronika se Zoltánem na párty otěhotní. Michal ho donutí, aby se s Veronikou oženil.

## Obsazení
| Števo Martinovič | Peter       |
| Stano Staško     | Michal      |
| Dáša Šarközyová  | Veronika    |
| Peter Oszlík     | Zoltán      |
| Miroslav Málek   | Zdeno       |
| Tomáš Hafner     | DJ Slina    |
| Táňa Kulíšková   | matka Žofia |
| Matej Landl      | otec Rudolf |
| Eva Sakálová     | Eva         |
| Júlia Horváthová | Dana        |
| Peter Havasi     | vagabund 1  |
| Richard Autner   | vagabund 2  |